# Оскар фон Гут'єр
Оскар фон Гут'єр (нім. Oskar von Hutier; нар. 27 серпня 1857, Ерфурт — пом. 5 грудня 1934, Берлін) — німецький воєначальник прусської армії, генерал від інфантерії німецької імперської армії. Учасник Першої світової війни (1914—1918). Командував дивізією, корпусами, арміями в ході бойових дій на Західному та Східному фронтах; брав участь у битві на Марні, Ризькій операції, захопленні Моонзундских островів, Весняному наступі. Здобув собі слави завдяки тому, що привніс кардинальних змін у бойову тактику застосування піхотних та артилерійських військ німецької армії, які згодом стали відомі як «тактика інфільтрації».

## Біографія
Оскар фон Гут'єр народився 27 серпня 1857 року в місті Ерфурт у прусській провінції Саксонія. Його родина мала довгі традиції військової служби; дід служив у французькій армії, батько був оберстом прусської армії.
15 квітня 1875 року Оскар фон Гут'єр поступив на військову службу другим лейтенантом до 2-го Нассауського піхотного полку № 88 Прусської армії. У 1885-88 роках навчався у Військовій академії. З 1 квітня 1889 до 17 листопада 1890 року проходив службу в Генеральному штабі Німецької імперії. З 1890 командир батальйону 95-го піхотного полку. У 1902 році начальник відділу Великого Генштабу. З 1902 року начальник штабу III армійського корпусу. З 1907 року командир лейбгвардії 1-го Гессенського полку, з березня 1910 року — 74-ї піхотної бригади. З лютого 1911 року генерал-квартирмейстер Великого Генштабу, одночасно читав лекції у Військовій академії.
З 16 вересня 1912 року командир 1-ї гвардійської піхотної дивізії, з якою вступив у війну у складі 2-ї армії на Західному фронті. Брав участь у битві на Марні. До квітня 1915 року перебував на Західному фронті.
З 3 квітня 1915 року командир XXI армійського корпусу 10-ї армії генерала фон Ейхгорна, з 2 січня 1917 року командир армійської групи «D» (Дінабург), розгорнутого в районі Риги.
З 22 квітня 1917 року О. фон Гут'єр командувач 8-ю армією. У серпні 1917 року під час проведення Ризької операції при форсуванні Західної Двіни у мизи Ікскюль застосував новий спосіб артпідготовки, що полягав у тому, що багатоденна артилерійська стрільба, котра зазвичай заважала раптовості наступу, була замінена ураганним вогнем хімічними снарядами, який тривав всього кілька годин. Цей спосіб був визнаний німецьким командуванням найдоцільнішим і згодом застосовувався при організації всіх проривів на Західному фронті. 19 серпня (1 вересня) війська О.фон Гут'єра почали атаку, форсували Західну Двіну і закріпився на її березі. 20 серпня (2 вересня) відкинув VI Сибірський армійський корпус на тилову позицію. Незважаючи на те, що основного завдання — оточення і знищення 12-ї російської армії — Гут'єр не досяг, російські війська почали відхід і 21 серпня (3 вересня) відступили з Риги. Розпочате просування німецьких військ Гут'єра Петроград було зупинено через команду перекинути свої частини на Захід і в Італію. В ході операції армія Гут'єра захопила близько 15 тисяч осіб полоненими, 273 гармати, 246 кулеметів тощо. 6 вересня 1917 року генерал О.фон Гут'єр був нагороджений орденом Pour le Mérite.
Після заняття Риги О. фон Гут'єру було визначено завдання щодо захоплення Моонзундских островів та покладене загальне керівництво операцією над усіма силами. Для проведення морської десантної операції німці виділили понад 300 кораблів, 102 літаки, до 25 тис. осіб 29 вересня (12 жовтня) 1917 року німецькі війська почали висадку на острови. 3 (16) жовтня в Ризьку затоку увійшла ескадра віце-адмірала П. Бенке (лінійні кораблі «Кеніг» і «Кронпринц», легкі крейсери «Колберг» і «Страсбург», 17 ескадрених міноносців тощо)
Незважаючи на окремі осередки опору російських військ, 6 (19) жовтня командування Балтійського флоту за згодою Центробалту евакуювало з Моонзундських островів свої сили. В ході операції німецький флот втратив 26 бойових кораблів (у тому числі 15 міноносців), а 25 кораблів (у тому числі 5 лінійних кораблів, легкий крейсер, 14 міноносців) отримали пошкодження; в результаті німецьке командування відмовилося від плану прориву флоту у Фінську затоку.
Успіх генерала О. фон Гут'єра вразив головнокомандування кайзерівської армії й за рішення генерал-квартирмейстера генерала від інфантерії Е. Людендорфа, його призначили командувачем 18-ї армії, що була сформована 22 грудня 1917 року під час підготовки кайзерівської армії до масштабного Весняного наступу на Західному фронті. Армія О.фон Гут'єра (разом з 17-ю та 19-ю арміями) утворювала потужне ударне угруповання, що мало діяти на напрямку головного удару німецьких військ. Основу її військ становили регулярні частини Імперської армії Німеччини, що були відведені після краху Російської імперії та Жовтневого перевороту зі Східного фронту на захід.
Взимку 1917—1918 року 18-та армія займала позиції в районі Сен-Кантен. При плануванні наступу в Пікардії армії О. фон Гут'єра (27 дивізій) відводилася допоміжна роль — прикрити лівий фланг ударного угруповання, а потім вийти на Сомму і канал Кроза і, в разі успіху, форсувати їх.
21 березня 1918 року кайзерівські війська розпочали стратегічний наступ на Західному фронті. До кінця першого дня боїв армія О. фон Гут'єра просунулася в глиб позицій противника на 6—7 км. 22—24 березня армія О. фон Гут'єра поглибилася в розташування 5-ї британської армії на 20 км, здійснивши таким чином прорив тактичної оборони, і форсувала Сомму. 26 березня О. фон Гут'єр отримав директиву форсувати Авр і наступати вздовж Уази в напрямку на Комп'єнь. 27 березня він узяв Мондідье. Однак союзники шляхом перекидання підкріплень і поліпшення координації своїх дій змогли домогтися переваги в силах і різко знизити темпи німецького наступу, в результаті чого 5 квітня операція була зупинена. Усього в ході операції 18-та армія просунулась на 84 км — більше ніж будь-яка інша армія, яка брала участь у наступі, й захопила в полон близько 50 тисяч військовослужбовців противника.
23 березня 1918 року О. фон Гут'єр отримав дубове листя до ордену Pour le Mérite.
З 27 травня 1918 року німецькі війська розпочали черговий етап Весняного наступу — операцію «Блюхер-Йорк». 18-та армія наступала на Комп'єнь і 30 травня в бій були введені її лівофлангові корпусу (головний удар завдавала 7-ма армія генерала від інфантерії М. фон Боена), а 9—13 червня О. фон Гут'єр продовжив наступ поздовж Уази на Комп'єнь. Незважаючи на те, що йому не вдалося домогтися істотної переваги над противником у живій силі і техніці, до 10 червня 18-й армії вдалося просунувся вглиб на 10 км. 11 червня німецький наступ був зупинений підкріпленнями союзних військ буквально в 7 км від Комп'єна. 13 червня О. фон Гут'єр був змушений зупинити наступ, втративши в ході операції 25 тисяч чоловік (втрати французької армії — близько 40 тисяч осіб). В останній період кампанії, під час загального відступу німецької армії, 18-й армії довелося витримати особливо сильний натиск союзників, на неї припав головний удар британської армії.
У січні 1919 року генерал О. фон Гут'єр вийшов у відставку. У післявоєнній Німеччині Оскар фон Гут'єр мав славу успішного генерала і героя війни. Також як і Еріх Людендорф, він стверджував, що німецька армія не була переможена на поле бою і Німеччина програла війну «через удар ножем в спину» з боку внутрішніх зрадників. До січня 1934 був головою Німецького офіцерського союзу.

## Тактика Гут'єра
Оскар фон Гут'єр здобув собі слави завдяки тому, що здобувши у війні багатий бойовий досвід, привніс кардинальних змін у бойову тактику застосування піхотних та артилерійських військ німецької армії. Так, у ході позиційних боїв, він привернув увагу на те, що в багатьох попередніх боях, звичайний метод атаки після багатогодинної артилерійської підготовкою на всій лінії фронту з масованим ударом піхотних підрозділів, як правило, призводить до катастрофічних втрат серед тих, що наступають. Тоді німецький генерал запропонував альтернативний метод, який отримав назву «тактика Гут'єра». Зміст нової тактики полягав у наступному:
- з початком наступу проводиться короткочасна артилерійська підготовка, яка ведеться важкими гарматами із застосуванням хімічних снарядів;
- з початком атаки піхотних формувань, перш за всіх в атаку їдуть штурмові батальйони, які озброюється найсучаснішими на той час зразками зброї — кулеметами, вогнеметами, мінометами. Їх завданнями було, уникаючи фронтальних боїв, проникнути якомога далі в бойові порядки противника, і захопити чи вивести з ладу командні пункти, штаби, пункти зв'язку, артилерійські позицій противника;
- після цього в бій вступали звичайні піхотні підрозділи, які завдавали удари по лінії оборони ворога, що була ослаблена в результаті втрати противником систем управління, зв'язку, вогневої підтримки тощо. Наявність великої кількості мінометів і артилерії у наступаючих давало їм можливість спрямувати артилерійський вогонь туди, де це було найбільш необхідно.

Суть своєї тактики Гут'єр виклав у книзі «Атака в позиційній війні», яка була видана в 1918 році.

## Звання
- Другий лейтенант (15 квітня 1875)
- Перший лейтенант (6 грудня 1883)
- Гауптман (20 вересня 1880)
- Майор (30 травня 1896)
- Оберстлейтенант (12 вересня 1902)
- Оберст (15 вересня 1905)
- Генерал-майор (22 березня 1910)
- Генерал-лейтенант (22 квітня 1912)
- Генерал піхоти (27 січня 1917)

## Нагороди
- Столітня медаль
- Хрест «За вислугу років» (Пруссія) (1905)
- Орден Корони (Пруссія) 2-го класу (13 вересня 1906)
- Орден Людвіга (Гессен), лицарський хрест 1-го класу (11 червня 1909)
- Орден Червоного орла
  - 2-го класу з дубовим листям, короною, мечами і зіркою
    - орден з дубовим листям і короною (21 січня 1912)
    - зірка (2 червня 1913)
    - мечі (12 жовтня 1915)

  - 1-го класу з дубовим листям і мечами (22 червня 1918)
- Орден Церінгенського лева, командорський хрест 2-го класу
- Орден «За заслуги» (Баварія) 2-го класу із зіркою
- Орден Філіппа Великодушного, великий хрест
- Орден Грифа, командорський хрест
- Орден Заслуг герцога Петра-Фрідріха-Людвіга, почесний командорський хрест
- Орден Альберта (Саксонія), великий хрест
- Орден дому Саксен-Ернестіне, командорський хрест 2-го класу
- Орден Данеброг, великий хрест (Данія)
- Королівський Вікторіанський орден, великий хрест (Британська імперія)
- Орден Оранських-Нассау, командорський хрест (Нідерланди)
- Залізний хрест
  - 2-го класу (13 вересня 1914)
  - 1-го класу (20 вересня 1914)
- Pour le Mérite з дубовим листям
  - орден (6 вересня 1917)
  - дубове листя (23 березня 1918)
- Військовий орден Святого Генріха
  - лицарський хрест і командорський хрест 2-го класу (16 листопада 1917) — отримав 2 нагороди одночасно.
  - командорський хрест 1-го класу (7 травня 1918)
- Королівський орден дому Гогенцоллернів, командорський хрест з мечами і зіркою (15 жовтня 1918)